# 召喚夜響曲3
《召喚夜響曲3》是由Banpresto於2003年8月7日發售的PlayStation 2戰略角色扮演遊戲，召喚夜響曲系列正傳第3作，亦有發售PlayStation 2 the Best廉價版。

## 概要
本作時間點是SN1「無色派閥之亂」與SN2「傀儡戰爭」的20年前。
舞台在琳帕姆地圖上沒有標示的小島。這裡曾是無色派閥的實驗場，如今迷途召喚獸在島中央發展出四個大聚落：機界聚落「拉多里喀」、鬼妖聚落「風雷之鄉」、靈界聚落「狹間領域」、幻獸聚落「尤古列村」。

## 系統
基本系統是繼承著前2作的，新加入戰場360度視點轉動，戰鬥中的語音。在畫面方面，因為是本系統首次開發的PlayStation 2遊戲，所以比過去2作變得更加現實同時，在夜會話中，本作比過去2作有更多的設定等。
勇敢通關（Brave Clear）
每一場劇情戰鬥都規定有該站的挑戰等級上限，出戰的八個人等級低於這個上限，且沒有隊員瀕死（戰鬥不能）、使用道具的次數小於3（海賊便當與魚餌不在此限）。就能獲得新的隊伍能力和能力點數。
隊伍能力（Party 能力）
對我軍全體效果的特殊能力，亦可能得到隱藏道具，給我軍帶來有利的特殊效果等，能得由於滿足特定的條件(Brave clear回數或特定行動的回數等)獲得新的能力。
協力召喚
多人同時使用召喚術，比普通的召喚術的攻擊力強，MP的消耗亦會比較多。如果沒有滿足特定的條件是不能使用的。(發動者以外的人物MP不足等)

### 本作獨有系統
拔劍覺醒
主角的特殊能力，使用後主角的能力大幅度提升。當主角「戰鬥不能」時亦會發動。但是，如果使用過量亦會影響故事的發展。
授課對話（授業会話）
在冒險部份中，主角可以和學生授課來育成學生和召喚獸。根據會話中的選擇項，學生學會掌握專用的召喚術，亦能得到道具及召喚獸的食物。
召喚兵員的育成
本作的召喚兵員（召喚ユニット，或譯召喚單位。即可以在地圖上實體化，讓玩家操作的召喚獸。本作一共有12只：亞爾(機)、萊札(機)、哥雷姆(機)、邱比(靈)、波旺(靈)、培可(靈)、狄葛(獸)、天天(獸)、普尼姆(獸)、鬼嗶(鬼)、明神(鬼)、流鬼(鬼)）戰鬥後不能與戰鬥兵員一起分配經驗值，取而代之，要給予「食物」（food）來提升等級。「食物」分為提升召喚獸等級的升級食物和醒覺技能的技能食物，這兩類食物都是依照召喚獸的愛好而決定。

## 故事
主角以首席畢業生畢業於軍事學校，因某事件退出隸屬於的帝國陸軍，成為帝國首屈一指的富商馬爾提尼家的家庭教師。
馬爾提尼是為了剛生下母親就死去的子女(學生)的將來，打算送他到軍事學校，主角和學生一起從帝都烏魯哥拉乘搭客輪到工船城市帕斯提斯。途中遇到海盜團凱爾一家襲擊客輪，更與他們戰鬥，戰鬥中途發生原因不明的大風暴，學生不小心被拋到海中，為了拯救學生主角亦跳入大海。
因風暴非常強勁，主角沒有能力拯救學生，也沒有能力回到水面，在毫無計策下慢慢沉入水底。在薄弱的意識中，主角聽到不可思議的聲音:「想得到力量嗎？」。主角毫不考慮，手漸漸伸向聲音，被碧綠色包圍後，就失去意識。
不久後，主角在從未見過的海灘上醒來，在回想之前來生的事之際，聽到學生的求救，學生被走失的召喚獸襲擊，主角在沒有裝備和召喚石的狀態下戰鬥。雖然拯救了學生，但自己卻被召喚獸包圍。突破全身發出耀眼的碧綠色閃光，而主角外形亦產生變化，手上更出現一把擁有驚異力量的碧綠色的劍。主角借助劍的力量，趕走召喚獸。
多虧這把不可思議的劍的力量，主角解決迫近的危機。可是，他們不知道在這個島相遇的所有跟夥伴和敵人與主角不幸的命運……。

## 角色

召喚夜響曲3 宣傳海報

### 主角＝教師
以首席畢業生畢業於軍事學校，因某事件退出隸屬於的帝國陸軍，在與學生的坐船旅行的途中，得到不可思議的魔劍「碧之賢帝 夏爾多斯」，捲入不幸的命運中。有預設名稱，變更劇中人物將無法誦讀主角的名字。
- 雷克斯

男性主角。非常溫柔文雅的男子。與亞斯莉亞同期的軍事學校同學。
- 雅提

女性主角。擁有母性感覺和善和大方的女性。

### 學生
首屈一指的富商馬爾提尼家的子女，將根據遊戲的選項選出其中一人進行遊戲。
在SN3中，學生的地位等於是SN1的「搭檔」與SN2的「護衛獸」。
- 納普（ナップ，配音員：小松里賀）

喜歡惡作劇的調皮少年，憧憬成為「出色的帝國軍人」。討厭學習。雖然常說粗魯的話，但內心非常和善，像其他孩子一般擁坦率的一面。
機界雷拉爾的召喚獸亞爾成為好朋友。擅長直接攻擊。
- 貝爾芙勞（ベルフラウ，配音員：かかずゆみ）

好勝但不懂世故的大少姐。有少許任性，暗地裡亦有努力的性格。
與鬼妖界希爾坦召喚獸鬼嗶遇見並成為朋友。與瑪露露一樣少數使用弓的角色。
- 亞莉榭（アリーゼ，配音員：釘宮理惠）

害羞且安靜的女孩，面對未知的對手容易害怕，但還是會很努力的讀書。
與靈界薩普雷斯的召喚獸邱比為朋友，是專攻回復的召喚師，依據培養方式也可以劍為武器。
- 維爾（ウィル，配音員：進藤尚美）

看起來是一個寂靜的少年，擁有能冷靜處理事情的才能。因為對別人冷淡，會諷刺別人。不過，對小動物會表現出和善的一面。
與幻獸界梅特爾巴的召喚獸狄葛相遇並成為朋友。擅長召喚術和劍術。

### 友情召喚獸
學生們在「遺忘之島」相遇，萌生友情的迷途召喚獸。召喚獸根據選擇的學生自動決定，由學生們用專用召喚術召喚或實體化。以高等召喚術召喚才會展現出原貌。
- 亞爾（配音員：神田朱未）

機界雷拉爾的召喚獸。在海濱上幫助被襲擊的納普而成為朋友。
他的叫聲是「嘎嘎嘎」和短促的「嗶嗶─！」等。名字是來自於在肚子上寫的「R」。
- 鬼嗶（配音員：野田順子）

鬼妖界希爾坦的召喚獸。誇耀力量的火焰妖。在海濱上幫助被襲擊的貝爾科琉而成為朋友。
他的叫聲是「嗶─嗶─」。
- 邱比（配音員：ゆかな）

靈界薩普勒斯的召喚獸。悠閒的天使孩子。在海濱上幫助被襲擊的亞莉榭而成為朋友。
他的叫聲是「邱邱～」「邱比～」等。名字是來自她的叫聲。是召喚獸朋友中唯一的女孩子。
- 狄哥（配音員：夏樹リオ）

幻獸界梅特爾巴的召喚獸。是用兩腳行走的小貓。在海濱上幫助被襲擊的維爾而成為朋友。
鳴聲是「咪咪」「呼咪～」等。名字是來自他走路的「tekoteko」聲。

### 凱爾一家
襲擊主角登上的客輪的海盜團凱爾一家的海盜。為了離開小島，主角和學生要不得已和他們共同生活(由於海盜船被暴風雨弄壞)。不過，一同生活一段時間後，成為不可替代的朋友。
- 凱爾（配音員：松本保典）

首領兼掌舵手。野性而筋骨健壯的青年。不過，沒有給人少年眼神的粗魯印象，成為可依靠的大哥哥。格鬥術與ストラ(像氣功一樣的東西)的使用者，天生的體格與ストラ互相結合成為他的強而有力武器。做事果斷，有首領的能力。出生了於漁夫之家，很喜愛大海。
- 索羅娜（配音員：神田朱未）

砲擊手，凱爾的小妹。武器是投具或鎗。
- 斯卡列爾（配音員：小野坂昌也）

諮詢兼航海士，是極為女性化的青年。武器是橫刀。
- 亞鐸・古尼洛塞（配音員：三浦祥朗）

客人，原是「無色派閥」的召喚師，叛離後經由幼時好友斯卡列爾的介紹，暫居在凱爾一家。

### 護人
- 亞爾迪菈（アルディラ，配音員：久川綾）

機界聚落「拉多里喀」的護人，為「融機人」，是專攻攻擊的召喚師。
- 九魔（キュウマ，配音員：藤原啓治）

鬼妖聚落「風雷之鄉」的護人。瑪露露叫他「忍忍先生」。
- 法爾增（ファルゼン，配音員：田中一成）

靈界聚落「狹間領域」的護人。物理攻擊和物理防禦極佳，但是魔防極為薄弱。
- 犽法（ヤッファ，配音員：中田譲治）

幻獸聚落「尤古列村」的護人。瑪露露叫他「條紋先生」

### 島的居民
- 克儂（クノン，配音員：立野香菜子）

機界聚落「拉多里喀」的看護機器人，是亞爾迪菈的輔官。
- 法爾塞爾特（ヴァルゼルド，配音員：杉田智和）

機界聚落「拉多里喀」的機械士兵。
- 三隅（配音員：小山茉美）

鬼妖聚落「風雷之鄉」的公主，九魔主人之妻、也是昴的母親。瑪露露叫她「公主小姐」。
- 昴（配音員：大本眞基子）

鬼妖聚落「風雷之鄉」的住民，三隅和「豪雷大將」陸渡的孩子。瑪露露叫他「小搗蛋」。
- 源治（配音員：銀河万丈）

由日本被召喚至此的教師，居住在鬼妖聚落「風雷之鄉」。
- 法莉艾兒（配音員：夏樹リオ）

靈界聚落「狹間領域」的少女。
- 弗雷茲（配音員：中村悠一）

靈界聚落「狹間領域」的天使，是法爾增的輔官。
- 模仿模仿大師（配音員：山崎たくみ）

靈界聚落「狹間領域」的住民，為模仿的高手。
- 瑪露露（配音員：杉本沙織）

幻獸聚落「尤古列村」的精靈，不擅長記別人的名字。
- 帕拿歇（配音員：野田順子）

幻獸聚落「尤古列村」的孩子，瑪露露叫他「小汪汪」。和昴是好友。
- 詩雅妮（配音員：広橋涼）

幻獸聚落「尤古列村」的女孩。
- 美美（配音員：小松由佳）

神秘的商人和占卜師，嗜酒如命。
- 依斯拉（配音員：鈴村健一）

漂流到島上的青年，是亞絲莉雅的弟弟，持有魔劍「紅之暴君 基爾斯雷」。

### 賈基尼海賊一家
- 賈基尼（配音員：稲田徹）

首領。
- 奧基尼（配音員：矢部雅史）

副船長，兼義弟。

### 帝國軍
- 亞斯莉雅・琉維洛斯（配音員：住友優子）

帝國軍海戰隊第6部隊的隊長，是主角在軍校的同學。
- 加里昂（配音員：天田真人）

亞斯莉雅的副官。
- 比久（配音員：高木渉）

帝國軍人，好勝心與侵略性強，臉上有刺青。

### 無色派閥
- 奧爾多里克・薩爾布魯特（配音員：山崎たくみ）
- 謝里琉・薩爾布魯特（配音員：牧島有希）
- 文薩爾・加利班（配音員：上別府仁資）
- 海賽兒（配音員：ゆかな）

## 主題歌
- 片頭曲「太陽が呼んでいる」
作詞・作曲：藤田千章　主唱：加藤いづみ
- 片尾曲「Lovelite」
作詞・作曲：藤田千章　主唱：松本英子

## 外部連結
- 召喚夜響曲官方網站 （页面存档备份，存于）